# Juliane de Fontevrault
Juliane de Fontevrault, född 1090, död efter 1137, var en engelsk aristokrat. Hon var illegitim dotter till kung Henrik I av England, och är känd för att tillsammans med sin make ha förövat ett misslyckat mordförsök på sin far kungen år 1119.